# Emberménil
Emberménil è un comune francese di 264 abitanti situato nel dipartimento della Meurthe e Mosella nella regione del Grand Est.

## Storia

### Simboli
Lo stemma del comune si blasona: 
L'abbé Grégoire, celebre curato d'Emberménil, fu nominato cavaliere da Napoleone Bonaparte e ricevette uno scudo d'argento alla croce patente di rosso. La sua azione umanitaria è simbolizzata dalla fede di nero e di carnagione (solidarietà tra i popoli). La stella d'oro in un cerchio nero rende omaggio ai soldati statunitensi che nel 1944 liberarono Emberménil dall'occupazione tedesca. Infine la croce di Lorena ricorda le origini ducali del comune. Tutti questi elementi sono disposti su scudo con i tre colori nazionali.

## Società

### Evoluzione demografica
Abitanti censiti